# Podocarpus tepuiensis
Podocarpus tepuiensis — вид хвойних рослин родини подокарпових.

## Поширення, екологія
Країни поширення: Еквадор; Гаяна; Венесуела. Росте в горах, а також в низинах. Висотний діапазон в горах від 700 м до 2450 м над рівнем моря; дві колекції зібрані в південних венесуельських рівнинах від 100—110 м над рівнем моря на краю лісу біля савани. У горах росте на схили і вершинах, як правило, уздовж струмків в галерейних лісах чи на великих висотах в карликових ділянках лісу.

## Використання
Використання не зафіксовано для цього виду і невідомий у вирощуванні.

## Загрози та охорона
Цей чагарник або невелике дерево малоцікаве для деревини і більшість рослин віддалені від доріг і міст. В Еквадорі видобуток золота і міді можуть представляти потенційні проблеми. Цей вид відомий з охоронюваних територій в Гаяні.